# Resolució 1197 del Consell de Seguretat de les Nacions Unides
La Resolució 1197 del Consell de Seguretat de les Nacions Unides fou adoptada per unanimitat el 18 de setembre de 1998. Després de reafirmar la seva responsabilitat primordial de mantenir la pau i la seguretat internacionals, el Consell va tractar esforços de cooperació amb l'Organització de la Unitat Africana (OUA).
El Consell de Seguretat va examinar les recomanacions en un informe del Secretari General Kofi Annan sobre "Les causes del conflicte i la promoció de la pau duradora i el desenvolupament sostenible a l'Àfrica" en relació amb la necessitat que les Nacions Unides proporcionin suport i assistència a les organitzacions regionals i subregionals en matèria de prevenció de conflictes. Va recordar les disposicions del Capítol VIII de la Carta de les Nacions Unides a aquest efecte.
El secretari general va ser convidat a ajudar a l'OUA i a les organitzacions subregionals africanes a establir equips d'avaluació logística i a determinar els requisits logístics i financers de les operacions de manteniment de la pau regionals o subregionals. També se li va demanar que promogués el desenvolupament d'una doctrina de manteniment de la pau comunament acceptada amb els Estats membres i que compartís els conceptes existents d'operacions de manteniment de la pau amb la OUA i les organitzacions subregionals. També se'ls va demanar que establissin equips d'avaluació logística. Es van encoratjar les aliances entre països i organitzacions regionals implicades en operacions de pau i el Consell va acollir amb satisfacció la proposta de la Comunitat Econòmica dels Estats de l'Àfrica Occidental (ECOWAS) d'establir un "consell d'ancians" dins del seu "Mecanisme per a la prevenció, Gestió, Resolució de Conflictes, Manteniment de la Pau i Seguretat" per facilitar els esforços de mediació i va demanar la preparació de la seva creació.
En la part II de la resolució, el Consell va aprovar l'establiment d'una Oficina d'Enllaç d'Acció Preventiva de les Nacions Unides a la OUA. Va encoratjar la millora de la consulta i la coordinació entre les Nacions Unides, l'OUA i les organitzacions subregionals. Finalment, es va convidar al Secretari General i, posteriorment, va demanar que implementés les següents mesures:
(a) adoptar mecanismes per millorar el flux d'informació entre les Nacions Unides, l'OUA i les organitzacions subregionals;
(b) desenvolupar indicadors comuns per a un sistema d'alerta ràpida i compartir això entre els seus representants de camp i la seu;
(c) concertar visites de personal entre les Nacions Unides, l'OUA i les organitzacions subregionals;
(d) organitzar significats conjunts en àrees relatives als sistemes d'alerta primerenca i la prevenció, amb l'objectiu de coordinar iniciatives amb conflictes existents i potencials.